# Martha My Dear
"Martha My Dear" é uma canção dos Beatles composta por Paul McCartney, creditada à a dupla Lennon-McCartney, e lançada no álbum The Beatles ou "Álbum Branco" de 1968. A gravação teve início em 4 de outubro e foi concluída em 7 de outubro de 1968.

## Origens da Criação
George Harrison, admirava o fato de McCartney compor baseado em temas fictícios, e que alegava não saber compor desta maneira, sem um envolvimento com o tema musical. O título “Martha My Dear,” é dedicada à cachorra da raça sheepdog de Paul que na época tinha três anos e se chamava Martha.
Embora partes da letra apontam que foi feita para Jane Asher, que tinha rompido o namoro com Paul recentemente. Paul compôs várias músicas para Jane como “Here, There and Everywhere,” e “We Can Work It Out”. McCartney disse em entrevista, que: “A canção é sobre minha “musa” – a voz que diz em minha consciência quais palavras e acordes devo escrever.”
A canção é inspirada nos tons de M'appari' tutt' amor, da ópera "Martha" de Friedrich Von Flotow (1812-1883), executado pela primeira vez em Viena/1847. Então Paul praticando esse exercício de piano, compôs essa canção que na época foi uma maneira de “provar” que ele conseguia tocar rápido com ambas as mãos.

## Letra
A letra é fictícia, como um amor platônico pela sua cachorra Martha, dizendo para Martha ser boa pra ele, lembrar-se dele e que ela sempre foi sua inspiração. Esse último trecho parece estar relacionado a Jane Asher.

## Gravação
A canção foi gravada no Trident Studios, em oito canais, nos dias 4 e 5 de outubro de 1968. Ela foi concluída no dia 7 de outubro, no Abbey Road Studios, com um remix para estéreo.
Nenhum dos outros Beatles participou da canção, apenas Paul McCartney, conhecido por ser um multiinstrumentista.
Os arranjos de orquestra ficaram a cargo do produtor George Martin.

## Os músicos
- Paul McCartney: vocal (overdub), baixo, piano, percussão e palmas;
- Dennis McConnell, Bernard Miller, Lou Sofier, Les Maddox: violinos
- Leo Birnbaum, Henry Myerscough: violas
- Reginald Kilbey, Frederick Alexander: violoncelos
- Leon Calvert, Stanley Reynolds, Ronnie Hughes: trompetes
- Tony Tunstall: corneta
- Ted Barker: trombone
- Alf Reece: tuba

## Curiosidades
- O álbum ao vivo de 1993 de Paul McCartney, "Paul Is Live," traz um dos filhotes da cachorra Martha, no encarte.